# Calamity Jane
Calamity Jane (bra: Ardida como Pimenta; prt: Diabruras de Jane) é um um filme estadunidense de 1953, dos gêneros comédia, musical e faroeste, dirigido por David Butler, com roteiro de James O'Hanlon.
A trama explora o romance de dois lendários aventureiros do Velho Oeste: Jane Calamidade e Wild Bill Hickok. O filme foi uma resposta da Warner Brothers ao sucesso do musical "Annie Get Your Gun" (Annie Oakley). Doris Day canta "Secret Love", Oscar  de melhor canção e um dos grandes hits românticos da década de 1950.

## Sinopse

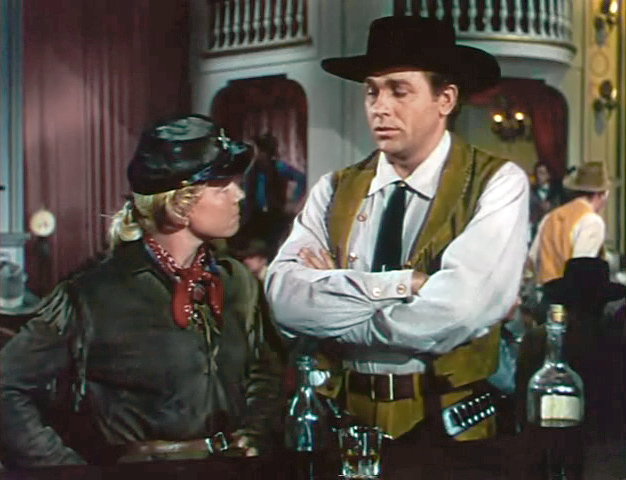
Calamity Jane e Wild Bill Hickok no trailer do filme

Para agradar ao homem por quem se apaixonara, mulher valente consegue trazer uma famosa cantora para se apresentar na cidade.

## Elenco
- Doris Day .... Calamity Jane
- Howard Keel .... Wild Bill Hickok
- Allyn Ann McLerie.... Katie Brown
- Philip Carey .... tenente Danny Gilmartin
- Dick Wesson .... Francis Fryer

## Prêmios e indicações
| Prêmio     | Categoria              | Recipiente                                  | Resultado |
| ---------- | ---------------------- | ------------------------------------------- | --------- |
| Oscar 1954 | Melhor trilha sonora   | Ray Heindorf                                | Indicado  |
| Oscar 1954 | Melhor canção original | Sammy Fain, Francis Webster ("Secret Love") | Venceu    |
| Oscar 1954 | Melhor som             | William A. Mueller                          | Indicado  |